# Pärlijõe
Pärlijõe este o arie protejată (arie specială de conservare — SAC, sit de importanță comunitară — SCI) din Estonia întinsă pe o suprafață de 26,6 ha, integral pe uscat.

## Localizare
Centrul sitului Pärlijõe este situat la coordonatele 57°42′53″N 26°50′10″E / 57.7146°N 26.8362°E.

## Înființare
Situl Pärlijõe a fost declarat sit de importanță comunitară în aprilie 2004 pentru a proteja 4 specii de animale. Situl a fost protejat și ca arie specială de conservare în septembrie 2005.

## Biodiversitate
Situată în ecoregiunea boreală, aria protejată conține 1 habitat natural: Cursuri de apă de la nivel de câmpie la nivel montan, cu vegetație Ranunculion fluitantis și Callitricho-Batrachion.
La baza desemnării sitului se află mai multe specii protejate:
- nevertebrate (2): Ophiogomphus cecilia, Unio crassus
- pești (2): zglăvoacă (Cottus gobio), Lampetra fluviatilis